# Даниэль Штайн, переводчик
«Даниэль Штайн, переводчик» — роман Людмилы Улицкой (2006), ставший бестселлером и получивший российскую литературную премию «Большая книга» за 2007 год. Книга выросла из документальной биографии Освальда Руфайзена, с которым Улицкая познакомилась в Москве в 1992 году.
В книге поднимаются темы сосуществования людей различных религий, веротерпимости и взаимного уважения, взаимопроникновения иудаизма и христианства. В центре внимания — богоискательство и богословские рассуждения католического священника, еврея по происхождению и иудея по воспитанию.
Использованное в заглавии слово «переводчик» относится не только к межъязыковым переводам главного героя, но и отсылает к необходимости нахождения общего языка между самыми разными людьми: евреями и арабами, христианами и иудеями, отцами и детьми, мужьями и жёнами — и в конечном счёте, между небом и землёй.

## Содержание
Даниэль Штайн – монах-кармелит и по совместительству приходской священник небольшой католической общины, расположенной в окрестностях Хайфы. Ни своим оптимистичным взглядом на жизнь, ни внешним видом, он не походит на типичного монаха или священника. Все своё время он посвящает помощи нуждающимся, в основном, разноязычным эмигрантам-католикам из Восточной Европы. Деньги на содержание общины он зарабатывает авторскими экскурсиями по Израилю, а оригинальное мировоззрение заставляет его подвергать сомнению важнейшие догматы Церкви, что проявляется в отходе от канонов латинской мессы, которую он служит на иврите – единственном общем языке его маленькой общины. Разумеется, всё это вызывает неприятие у коллег-священников и грозит серьёзными проблемами.
Даниэль родился в еврейской семье в Галиции. Он получил хорошее светское образование, к которому в старших классах добавилось знакомство с нерелигиозными аспектами сионизма. В начале войны Даниэль расстался с родителями и после пары лет скитаний по Западной Украине и Литве, попал в Белоруссию. Здесь каким-то чудом ему удалось сойти за поляка и устроиться переводчиком в гестапо в белорусском городе Эмске, где, используя служебное положение, Даниэль не раз спасал от неминуемой гибели евреев, сумев, в том числе, вывести из еврейского гетто часть его обитателей.
О героическом прошлом Штайна, равно как и о его послевоенной жизни в Израиле, известно из писем и дневниковых записей его знакомых, из записей бесед и архивных документов. Попутно все эти материалы проливают свет на судьбы и взгляды множества связанных с Даниэлем людей. Об отношении автора к еврейскому вопросу и вере читатель узнаёт из включённых в книгу писем Улицкой к своей подруге Елене Костюкович (степень подлинности которых не известна).

## Отзывы
Светлана Шишкова-Шипунова («Знамя») отметила, что выбранная Улицкой форма романа — промежуточная между документальной и художественной — позволила сделать его «полифоничным, многоголосым, разноязыким, как сам мир, в котором живет Даниэль Штайн».
Рецензируя роман в «Коммерсанте», обозреватель Анна Наринская объяснила его популярность тем, что книга написана «простым до ватности, одинаковым по всей длине текста языком» и трактует об «абсолютно хорошей» фигуре, «интересной на любом уровне подробности». Наринская отметила также переизбыток традиционных для прозы Улицкой подробно прописанных персонажей. Другой рецензент «Коммерсанта» посчитал, что образу «святого человека» Даниэля «недостаёт стилистического блеска» и запоминается он «главным образом тем, что вместо сутаны носил старый свитер»; книга в очередной раз доказывает, что «написать положительного героя гораздо труднее, чем отрицательного».
Сходные претензии предъявлял на страницах «Нового мира» Сергей Беляков: «Штайн — характерный для прозы Улицкой заглавный герой-светило — представляется слишком схематичным, сусально-положительным, а главное — это герой философского трактата, а не романа, в большей степени — носитель идеи, чем художественный образ. Прочие герои еще более схематичны, главное же — строго функциональны». На преемственность между Штайном и протагонистами предыдущих романов Улицкой указывал и обозреватель «Новой газеты».
Изложенные в книге суждения о христианстве вызвали негативную реакцию со стороны православной общественности. Так, отстаивающий православные взгляды писатель Сергей Козлов высказал мнение, что книга стилистически слабая и с художественной точки зрения спорная. Воцерковленная Нина Павлова утверждала, что книга якобы содержит грубые ошибки в толковании христианства. Религиозный писатель Юрий Малецкий также указывает на запутанность и ошибочность представлений главного героя о христианстве, а также сетует на отсутствие речевой дифференциации между персонажами. На якобы антихристианскую направленность книги указывает и драматург Виталий Яровой.
Английский перевод книги (2011) получил отрицательную рецензию в Washington Post, где Улицкую упрекнули в недостаточном уважении к трагедии Холокоста.